# Borneo-Plumplori
Der Borneo-Plumplori (Nycticebus borneanus, Syn.: Nycticebus coucang borneanus) ist ein Feuchtnasenprimat aus der Gattung der Plumploris, der im Süden der Insel Borneo, nach der er benannt wurde, vorkommt. 

## Merkmale
Der Borneo-Plumplori erreicht eine durchschnittliche Kopf-Rumpf-Länge von 26,1 cm und gleicht in seiner Körperform den anderen Plumploris. Charakteristisches Merkmal der Art sind Farbe und Form der dunkelbraunen Gesichtsmaske rund um die Augen, die vor allem rund ist, oberhalb der Augen aber eine diffus-kantige Form aufweist. Die Gesichtsmaske reicht nach unten nicht bis unterhalb der Jochbögen. Die „Krone“ (crown patch), der sich auf die Kopfoberseite erstreckende Teil der Gesichtsmaske, ist oft rund, manchmal aber auch als Band ausgebildet. Zwischen den Augen findet sich ein variabel breiter, weißer Streifen. Die Ohren sind haarig, das farbige Band vor den Ohren ist breit.

## Verbreitung
Der Borneo-Plumplori lebt im mittleren südlichen Borneo südlich des Kapuas und östlich bis zum Barito, nicht aber im äußersten Südwesten. Typlokalität ist die Region des Sakaiam River im District Sanggau im westlichen Kalimantan. Das Verbreitungsgebiet überschneidet sich wahrscheinlich teilweise mit dem von Nycticebus bancanus.